# Postiglione
Postiglione – miejscowość i gmina we Włoszech, w regionie Kampania, w prowincji Salerno.
Według danych na rok 2004 gminę zamieszkiwało 2330 osób, 49,6 os./km².